# Víctor Feliz
Víctor Feliz (23 de enero de 1982) es un deportista dominicano que compitió en taekwondo. Ganó una medalla de bronce en el Campeonato Panamericano de Taekwondo de 2014 en la categoría de +87 kg.

## Palmarés internacional
| Campeonato Panamericano | Campeonato Panamericano | Campeonato Panamericano | Campeonato Panamericano |
| Año                     | Lugar                   | Medalla                 | Categoría               |
| ----------------------- | ----------------------- | ----------------------- | ----------------------- |
| 2014                    | Aguascalientes (México) | Medalla de bronce       | +87 kg                  |